# Anomala dorsosignata
Anomala dorsosignata är en skalbaggsart som beskrevs av Ohaus 1916. Anomala dorsosignata ingår i släktet Anomala och familjen Rutelidae. Inga underarter finns listade i Catalogue of Life.